# IC 4387
IC 4387 је спирална галаксија у сазвјежђу Кентаур која се налази на листи објеката дубоког неба у Индекс каталогу.
Деклинација објекта је - 43° 59' 25" а ректасцензија 14h 15m 1,5s. Привидна величина (магнитуда) објекта IC 4387 износи 14,3 а фотографска магнитуда 14,9. IC 4387 је још познат и под ознакама ESO 271-24, MCG -7-29-10, PGC 50904.